# Circa Survive
Circa Survive ist eine amerikanische Rockband aus Philadelphia. Gegründet wurde sie 2004 von Anthony Green (ehemals Sänger von Saosin), Nick Beard (ehemals Taken), Steve Clifford, Brendan Ekstrom und Colin Frangicetto (beide ehemals This Day Forward).

## Bandgeschichte
2004 reiste Anthony Green, damals festes Mitglied bei Saosin, an denen bereits mehrere Plattenfirmen ihr Interesse bekundeten, wegen eines Zahnarzttermins nach Philadelphia. Er besuchte auch seinen Freund Colin Frangicetto und musizierte mit ihm. Auf seiner Rückreise nach Kalifornien kam es zu einem längeren Aufenthalt in Phoenix, wo er den Entschluss fasste, Saosin zu verlassen und mit Frangicetto eine Formation zu gründen. Gründe hierfür waren einerseits musikalische wie auch persönliche Differenzen: Green fand keine musikalische Erfüllung in der eher Metal orientieren Musik von Saosin, außerdem widerstrebte ihm nach eigener Stellungnahme die Einstellung seiner Mitmusiker, Musik mit dem Hintergedanken auf Reichtum und Erfolg zu machen.
2005 wurde ihr Debütalbum Juturna von Equal Vision Records (Cargo-Records-Vertrieb) veröffentlicht. Der Name des Albums leitet sich von der römischen Göttin Juturna ab, die als Göttin der Brunnen und Quellen ein Symbol für einen Neuanfang ist, ebenso wie das Album es für die fünf Musiker war. Textlich gibt es viele Referenzen zu dem Film Vergiss mein nicht! mit Jim Carrey und Kate Winslet, der Anthony Green zu dieser Zeit sehr beschäftigt und geprägt hat, allerdings kann man nicht davon sprechen, Juturna wäre ein Konzeptalbum. Jedoch bezieht sich der letzte Song des Albums, Meet Me in Montauk, höchstwahrscheinlich auf die Szene des Films, in der Carry Hals über Kopf nach Montauk fährt. Danach spielte die Band unter anderem einen Teil der Warped Tour und eine Europatournee im Vorprogramm von Thrice und Coheed and Cambria. Am 8. Januar 2007 starteten die Aufnahmen für das zweite Album im Salad Days Studio mit Brian McTernan. On Letting Go erschien am 29. Mai 2007 in Amerika.
Ende 2022 kündigte die Band an, eine Pause unbestimmter Länge einzulegen.

## Diskografie
Alben:
- 2005: Juturna (Equal Vision Records)
- 2007: On Letting Go (Equal Vision Records)
- 2010: Blue Sky Noise (Atlantic Records)
- 2012: Violent Waves (Eigenvertrieb)
- 2014: Descensus (Sumerian Records)
- 2017: The Amulet (Hopeless Records)
- 2022: Live Sky Noise (Eigenvertrieb)

EPs:
- 2004: The Inuit Sessions (Equal Vision Records)
- 2010: Appendage (Atlantic Records)
- 2021: A Dream About Love (Rise Records)[5]
- 2022: A Dream About Death (Rise Records)[6]